# Armylaena ivorensis
Armylaena ivorensis är en skalbaggsart som först beskrevs av Fuchs 1969.  Armylaena ivorensis ingår i släktet Armylaena och familjen långhorningar. Inga underarter finns listade.